# (3825) Nürnberg
(3825) Nürnberg es un asteroide perteneciente al cinturón de asteroides, descubierto el 30 de octubre de 1967 por Luboš Kohoutek desde el Observatorio de Hamburgo-Bergedorf, Hamburgo, Alemania.

## Designación y nombre
Designado provisionalmente como 1967 UR. Fue nombrado Nürnberg en homenaje a la ciudad alemana de Nuremberg con motivo de la inauguración de un nuevo telescopio.